# Targeta de fidelització

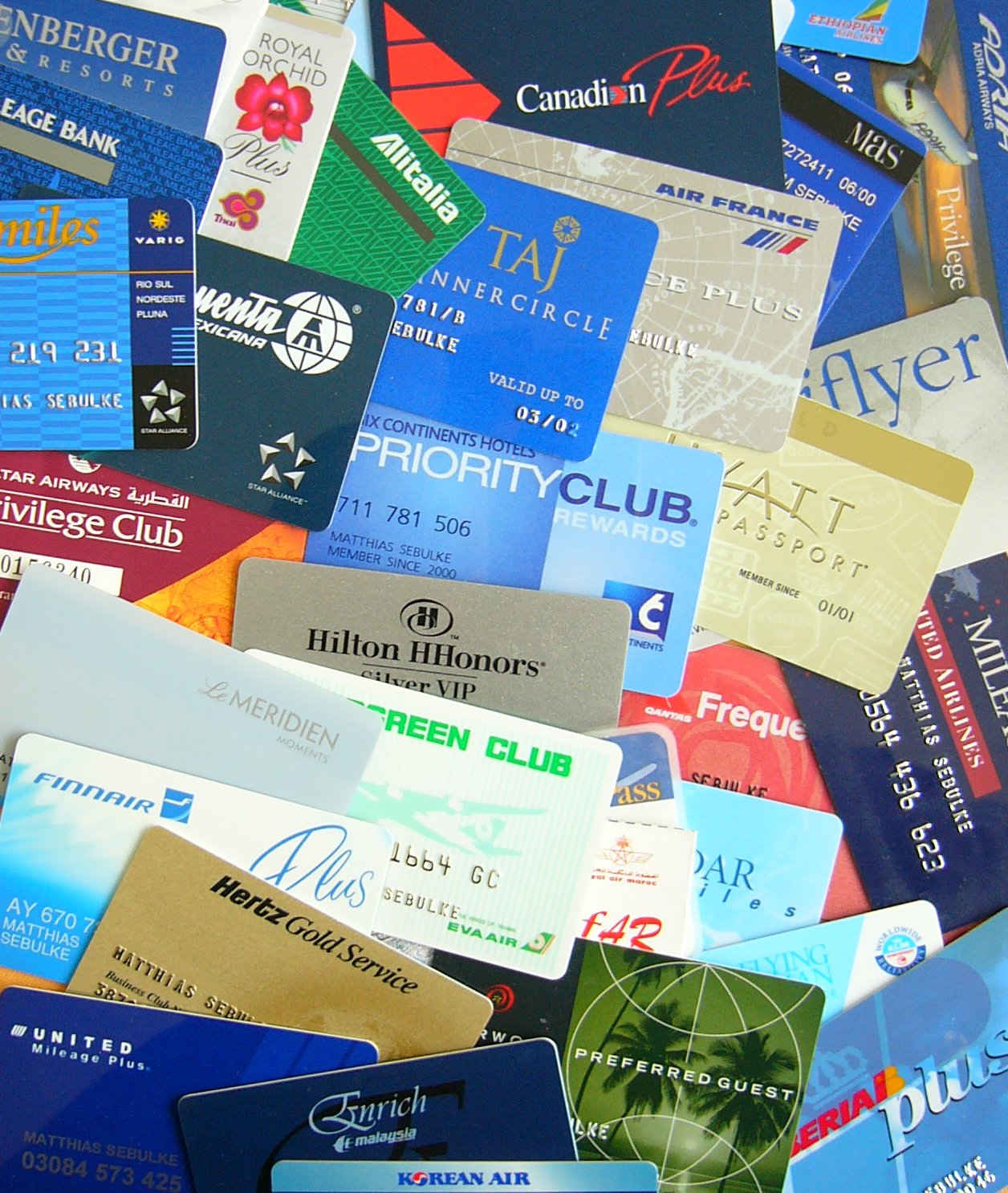
Moltes targetes de fidelització.

Una targeta de fidelització o targeta de client, és una eina de màrqueting que s'utilitza per fidelitzar els clients. És el suport físic d'un programa que brinda bonificacions als titulars de la targeta en consumir els productes de l'empresa que l'ofereix. La seva finalitat és fidelitzar els clients amb més descomptes segons el consum dels usuaris.
Materialitzada en forma de targeta nominativa, permet identificar els clients més fidels i concedir-los avantatges en forma de serveis, obsequis o descomptes.

## Història
A França, la primera targeta de fidelització va ser llançada per la Fnac el 1954. A finals dels anys 1960, van ser els grans magatzems i les petrolieres els qui ho van democratitzar. ; després la distribució massiva ho va adoptar en la dècada de 1980.

## Tipologia
Les targetes de fidelització poden ser de tipus molt variats. Es poden classificar segons diferents criteris. :

### Cost
S'emeten targetes :
- gratis ;
- contra una certa quantitat ;
- contra un determinat import mínim de despesa.

### Criteri de dades personals
No totes les cartes són nominals. Poden materialitzar-se en una simple caixa no personalitzada segellada amb cada compra, oferint-se després un producte o servei després d'un determinat nombre de compres. Tot i això, la majoria de les targetes són nominatives, la qual cosa permet associar la informació recollida a una fitxa de client. Les targetes de segell, avui arcaiques, s'utilitzaven principalment abans del desenvolupament dels microordinadors, però continuen estant presents a les petites empreses locals. No permeten elaborar estadístiques sobre el comportament dels consumidors.

### Tenint en compte el consum
Les compres es comptabilitzen de diverses formes, depenent de :
- l'equivalència entre els euros gastats i el nombre de punts afegits a la targeta : pot ser un punt per euro o un punt per una quantitat més gran.
- la possible valoració dels majors imports de compra : una cistella amb un total gran té més recompensa que diverses que representin la mateixa despesa.
- consideració de clients o dies particulars : família nombrosa, jornades de rebaixes, operacions de màrqueting.

- l'equivalència entre els euros gastats i el nombre de punts afegits a la targeta: pot ser un punt per euro o un punt per una suma superior.
- la possible valorizació de les quantitats d'acquisiment més altes: una cesta d'un total important és més recompensada que diverses que representen el mateix despesa.
- la consideració de clients o dies particulars: Família numerosa, jornades de balanç, operacions de màrqueting.

### Conversió de punts
En el cas de les recompenses monetàries, a més de la correspondència euros/punts, les acumulacions a partir de les quals es lliuren les recompenses varien en funció de les marques i de la forma que les donen. : en particular vals de reducció o vals i regals. Segons un estudi realitzat entre una cinquantena de marques de l'oest de França, la taxa de recompensa mitjana ronda el 0,3 % de despeses.

### Recompensa de fidelització
La targeta de fidelització pot incloure avantatges independents de la fidelitat real, per exemple, accés prioritari a la caixa, fitxer de vals de garantia, assegurança de llar per a diversos productes, assistència. La recompensa comercial pot ser un regal (producte o servei ofert) o un avantatge econòmic (val, reducció, reemborsament, etc.). El laboratori de recerca de la IAE (escola universitària de gestió) de Bordeus fa un estudi anual sobre aquest tema. Cada any, el Baròmetre de lleialtat presenta les expectatives dels consumidors en termes de recompenses esperades associades amb un programa de lleialtat. La presentació d‟aquest baròmetre va permetre el 2012 presentar una tipologia d‟usuaris de targetes de fidelització. També va demostrar que, depenent de la seva edat, els clients tenien expectatives molt diferents pel que fa a les targetes desmaterialitzades.

### Serveis associats
Cada cop més targetes de fidelització inclouen una funció de pagament. Aquesta funció de pagament sol estar limitada a un nombre limitat de comerciants que formen part duna xarxa. Diverses targetes també ofereixen una funció de crèdit. Les targetes de fidelització associades amb funcions creditícies presenten riscos de sobreendeutament.

## Ús
Independentment del sector on s'utilitzi la targeta de fidelització, la cistella mitjana augmenta un 39 %. 85 El % de la facturació de les marques d'alimentació s'aconsegueix gràcies a aquesta targeta. 75 % de titulars estan disposats a tornar a la marca.
Segons una enquesta realitzada el 2006, les dones franceses en tenen 3,7 cartes de fidélité a la seva cartera. Segons l'Observatori de la Lleialtat, el nombre de targetes de fidelització per persona varia entre 3 et 10. Gairebé totes les llars tenen en poder seu una targeta de fidelització i el nombre de targetes de fidelització de supermercat per persona és 2.

## Targeta de fidelització desmaterialitzada
El 2010 va aparèixer un nou tipus de targeta de fidelització: les targetes de fidelització emmagatzemades en dispositius mòbils. Diverses aplicacions han estat creades per empreses que ofereixen desenvolupament a telèfons mòbils.
Aquestes carteres digitals per a targetes de fidelització plantegen la qüestió de la propietat de les dades. A més, aquestes solucions no permeten al comerciant tenir estadístiques i preservar la confidencialitat dels clients.
Les aplicacions natives dels sistemes telefònics (Wallet a IOS o GPay a Android) permeten desmaterialitzar una targeta de fidelització o un cupó eliminant aplicacions de tercers que capturen les dades.
La tecnologia Near Field Communication (NFC) també està començant a desenvolupar-se com a suport per a la identificació de clients. L?arribada dels telèfons mòbils NFC i els nous usos d?aquests mitjans acceleraran aquesta tendència.

## Targeta de fidelització i màrqueting directe
La implementació de programes de fidelització amb targetes continua sent, sobretot, una oportunitat perquè un comerciant o una marca creï una base de dades de clients que permeti conèixer detalladament el comportament d'aquests clients. Les compres realitzades pels clients permeten fer una segmentació fina i oferir operacions de màrqueting directe personalitzades als clients.

## A la cultura
El còmic de Fabcaro , Zaï zaï zaï zaï, satiritza a la societat de consum descrivint la road movie de l'heroi perseguit per haver oblidat la seva “targeta de botiga”. El títol del còmic és el ritornello de la tornada de la cançó Siffler sur la colline de Joe Dassin, difosa en bucle a les ones, especialment des de France Inter durant les vagues de maig del 68, anant a contracorrent de les qüestions de l'època i adaptació versió francesa d' U tranquil, cançó italiana de Riccardo Del Turco.